# VIVANT
『VIVANT』（ヴィヴァン）は、2023年7月16日から9月17日まで、TBSテレビ系「日曜劇場」枠で放送されたテレビドラマ。主演は堺雅人。

## 企画・制作
本作は『半沢直樹』などで演出を務めた福澤克雄が原作を手掛けるオリジナルドラマ。福澤は放送開始前に「制作3年前にカーラジオで『別班』の話を聞いて構想した」と話している。
プライムタイム帯に放送される連続ドラマ（1時間）の製作費は1話当たり通常3000万円から4000万円であるが、本作では1億円が投入された。異例とも言える高額の製作費用が投入されたのは本ドラマを製作しているTBSテレビが2023年6月から出資している定額制動画配信サービス「U-NEXT」での独占配信が決まり、同サービスでの加入者増加が見込めるためと報じられている。
撮影はモンゴルと国内8都県（東京都、神奈川県、茨城県、愛知県、島根県、千葉県、群馬県、静岡県）で行われた。なお、モンゴルでのロケは2か月半におよんだ。
本作は、初回放送までストーリーや役柄を一切明かさない手法が取られた。キャストの情報は随時公開されていたが、1人（二宮和也）だけ放送開始まで伏せられていた。第1話の終盤にて、最後のメインキャストである二宮がサプライズ出演した。
2025年6月11日に放送された『THE TIME,』にゲスト出演した堺雅人が、「日曜劇場」枠で2026年に放送予定の続編が制作されることを発表した。

## あらすじ

### 誤送金編（第1話 - 第4話）
2023年2月9日、中央アジアのバルカ共和国(架空国家)にて太陽エネルギープラント事業を進める丸菱商事で、現地のインフラ会社・GFL社に1億ドルが誤送金される。エネルギー開発事業部の乃木憂助は関与を疑われ、決算までの1か月以内に差額9千万ドルを回収すべくバルカへ向かう。
GFL社の社長アリ・カーンに返金を拒まれた乃木は、CIAの友人サムの協力によりテロリストのアル=ザイールが契約金を全額ダイヤモンドにロンダリングし持ち出した情報を掴み、彼が潜伏するアマン建設へ向かう。しかしその道中、タクシー運転手に砂漠で置き去りにされ力尽き意識を失う。
アディエルとジャミーン親子に介抱された乃木はザイールとの対面を果たすが、ザイールは返金を拒否し「お前がVIVANTか？」と謎の言葉を告げ自爆の道連れにしようとする。乃木は警視庁公安部の野崎守に救出されるが爆発に巻き込まれ負傷する。
病院に搬送された乃木と野崎は、WHIの医師柚木薫と共に爆破事件の重要参考人としてバルカ警察のチンギスに追われる。一行は協力者ドラムの助けを受け、遊牧民を装いバルカで唯一の安全地帯である日本大使館に逃げ込み、職員らの保護を受ける。誤送金問題についてテロ組織テントのモニター（潜伏工作員）が丸菱商事にいると睨む野崎は乃木と共同戦線を結び、謎の言葉「VIVANT」を「別班（BEPPAN）」と推理する。
日本大使館の極秘トンネルでロシアへの脱出を図った乃木たちは、駐バルカ共和国特命全権大使の西岡英子の裏切りに遭い身柄を拘束されそうになるが、ドラムや大使館の通訳ナジュムたちの助けで大使館を抜け出し、進路を変えモンゴル経由での帰国を試みる。しかし父の死を知り病院から抜け出したジャミーンを看護する間に国境の警備が強化されたため、一行はアド砂漠を越えるルートを選択する。乃木たちはキャラバンを装い死の砂漠の横断を試みるが、道中、柚木が忽然と姿を消す。柚木の捜索に8時間の猶予を与えられた乃木は柚木を発見し、背負って引き返す途中に乃木も倒れ追ってきた野崎たちに助けられる。乃木たちは砂漠を越えモンゴル国境に到達するが、待ち構えていたバルカ警察に追い詰められる。しかし公安部の新庄浩太郎やモンゴル国境警備隊の援護で解放され、帰国の途に就く。
帰国後、乃木と野崎はサイバー犯罪対策課の東条翔太と乃木の同期山本巧の協力を得てサーバールームからデータを回収し、異常が認められた時刻の防犯カメラの映像を確認したところ、財務部の太田梨歩が送金プログラムを改ざんしていたことが発覚。警察が太田の自宅に踏み込んだところ、押収品から公安は彼女が凄腕ハッカー・ブルーウォーカーと断定する。私欲のために動かないはずのブルーウォーカーのハッキング記録に国家機密を確認した公安は、太田を陰で操る黒幕がいると睨む。
後日、来日したジャミーンの写真に軍服姿の山本を偶然発見した乃木は、彼がテントのモニターと気づく。乃木からの情報で公安は山本を尾行するが、テントのモニターを名乗る黒須駿が彼を匿ったことで見失う。黒須に騙され拘束された山本は、その場に現れた乃木に自分たちは別班と明かされた末、自白剤を投与される。山本はGFL社のアリが日本担当のテントの幹部で、最後の標的が日本と自白し、首吊り自殺に偽装され抹殺される。

### 宿命編（第5話 - 最終話）
山本の自殺現場の防犯カメラが使用不能であったことに違和感を覚えた野崎は、山本がテントのモニターであることを知る乃木を怪しみ、FBIの捜査官ロバートに情報提供を依頼する。そして、乃木が高校時代に丹後隼人の名でアメリカの私立のミリタリースクールに留学し、首席で卒業した情報を掴むと、再度バルカに渡ってチンギスと共同捜査を行い、カメラの映像解析から、乃木が別班の工作員と確信する。帰国した野崎は乃木の経歴を調査し、京都府舞鶴市の養護施設で少年時代を送っていたこと、島根県奥出雲町で乃木家の家紋とテントのマークが酷似していることを確認する。また野崎は公安部長の佐野雄太郎に、乃木の父・卓がテントのリーダーで、組織のマークと乃木家の家紋が類似していると報告したところ、彼から卓は元公安部外事1課と明かされる。
そのころ、乃木はウランバートルに潜伏していたアリを脅迫し、テントの創設者ノゴーン・ベキが、自分の父・乃木卓である真相に辿り着く。サウジアラビアのホテルで半生を振り返る乃木は、もう一人の人格Fから父・卓を「家族」として受け入れるか「日本を脅かす敵」として排除するかの選択を迫られる。
1億円で保釈され黒須から国防の任務を受けた太田は、アリから入手した通信暗号キーでテントのサーバー解析を試みるが、黒須を山本の仲間と疑い、パスワードロックを仕掛け自決しようとする。乃木と黒須は山本排除の証拠を示し誤解を解き、データを入手する。
別班の司令・櫻井里美は国家危機を防ぐため、経済産業省主催の風力発電事業入札会場に乃木や黒須ら6名の精鋭部隊を招集する。テントの通信記録の解析から、ロシアの反政府組織ヴォスタニアとテントのナンバー2・ノコルが、3月27日にバルカのロシア国境付近で会合すると判明し、乃木をリーダーとした別班の精鋭部隊はバルカへと渡る。そして乃木たちはヴォスタニアの兵士たちを奇襲し、彼らに成りすましてテントと接触し、ノコルを捕らえるが、乃木は突如他の別班員を狙撃し、「自分はベキの息子だ」と告白。警察が駆け付ける中でノコルは、乃木と負傷した黒須をテントのアジトへと連行する。
牢に収容された黒須は、父親のベキに会いたい一心で仲間を攻撃したと告白する乃木に激昂し、仲間や祖国を裏切った彼を糾弾するが、その時、テントのリーダー・ベキが姿を現し、乃木は40年ぶりに父と再会する。ベキは別班を裏切った証に、乃木に黒須の射殺を命じる。乃木は黒須を撃ち損じ弾切れを起こすが、乃木に銃撃された他の別班員は全員死亡し、彼らの棺が航空機に搭載されたという一報が入り、ベキは乃木を制止する。
ポリグラフ検査機（ウソ発見器）を使うノコルに別班の情報を尋問された乃木は、ベキから幼少期の話を求められ、息子と別れた状況と一致したことからDNA検査が命じられる。検査の結果、乃木はベキの息子・憂助と判明し、黒須は別の場所へと連行される。乃木は様々な知識を試されIQ137と判明すると、ベキは彼を利用するためテントの裏帳簿を開示。その裏帳簿から、テントが運営する民間軍事会社が金銭目的でテロ活動や犯罪を請け負い、その収益が複数の孤児院の運営費に充てられていたことが判明する。
孤児院の一つで院長の横領を看破し、ベキから信頼を得てノコルと同じ純白のデールを授けられた乃木は、ノコルに資源開発会社ムルーデルの経費削減を命じられる。収支報告から、乃木はテントが3年前からバルカ北西部の土地購入のため、大規模なテロを請け負うようになったと知る。
バルカ北西部の土地買収にテントの活動の秘密があると調査する乃木は、ベキから地震で発生した地割れの200メートル地下に純度99パーセントのフローライトの鉱脈を発見したことを告げられ、政府や外資よりも先に土地を入手し、採掘資源の売却益で孤児院を運営する計画を明かされる。乃木は、別班の資金調達を賄う黒須が所持する企業の機密情報を使い、テロ活動ではなく信用取引で土地買収の費用を調達することを進言し、ベキの要望に応え、資金の調達に成功する。
乃木は本当の家族となる理解を深めるため、テントの歴史を尋ねる。ベキは妻の明美との出会いからテントが創設された経緯を語り始め、過去に公安や日本を恨んだが、その復讐にテロの最終標的を日本とする意図はないと乃木に告げる。
そんな中、テントの上層部と採掘の共同出資者であるノコルの親友・ゴビだけが知るはずのフローライトの鉱脈が、バルカの国土交通省に漏洩していたことが判明する。ノコルたちは乃木の出現を境に情報が漏洩し、また、乃木が始末したはずの4名の別班員が日本でリハビリを受けていると判明したことから、乃木と黒須を縛り上げ尋問する。別班の任務としてテントに来たのかと問うベキに、Fは言うなと制止するも、乃木はそれを認める。息子の裏切りに、ベキは刀を振り下ろす。
だがベキは乃木を殺すことなく縄を斬り、拘束を解くように指示する。一同は驚き、なぜ裏切り者を助けるのかとノコルが問うと、ベキは乃木の特技から彼が味方をも欺きテントへ潜入捜査を行っていると見破り、乃木と黒須をわざと生かしていたと話す。バルカ渡航前、ベキの写真を見たジャミーンに「優しい人」と教えられたことでテントの本質を探る必要性を感じた乃木は、二重スパイとなるヒントを野崎に送り、潜入のため狙撃した別班員の治療を託していた。ベキに助力の意思を訪ねられた乃木と黒須は、テントがフローライトの採掘権を入手すればテロの請負をやめると考え、採掘権の獲得に別班として協力すると表明する。
外務大臣のワニズは、フローライトの採掘権の25パーセントを政府や技術提携したオリベ化学に分配すれば、採掘ノウハウと販売ルートを無償提供するとノコルに持ち掛ける。しかし契約が締結されると、ワニズは内通者のゴビを引き込み、政府・ベレール興産・オリベ化学の合計55パーセントの採掘権で政府主導の開発を主張する。しかし、事態を想定済みのノコルは、オリベ化学の判断を握る西岡を取り込み、合計60パーセントの採掘権を主張し権利を取り戻す。
ワニズはムルーデルとテントの関係を持ち出し、テロ組織が関与する開発を世界が認めるわけがなく、武力行使しても奪い取ると本性を現す。するとベキが現れ、バルカは宗教民族の違いを認め合い、国民に富が平等に渡るよう新たな一歩を踏み出すと宣言される。検事総長と法務大臣の力添えを得た孤児院出身のチンギスは、野崎が盗撮した西岡から裏金を受け取る映像を証拠に、ワニズを収賄教唆、強要の容疑で逮捕する。
野崎に西岡への交渉を依頼する交換条件に公安への投降を約束していたベキはテントの解体を宣言し日本に移送されるが、テントのモニターであった公安の新庄の手引きで逃亡する。ベキは40年前、バルカ内乱時に脱出用ヘリコプターを退避させた当時公安部外事課課長であった内閣官房副長官の上原史郎の邸宅を復讐のためバトラカ、ピヨと襲撃する。しかしそのことを察知した乃木は黒須をバルカに残して帰国し、上原邸に駆けつけて彼を狙撃。ベキは重傷を負いながらも、阻止した乃木に「お前は私の誇りだ」と言い残す。
上原殺害に用いようとした拳銃に弾丸が装填されていなかったと乃木から教えられたノコルは、彼は死を覚悟していたと明かす。ノコルは乃木にバルカにベキの墓を建てると語るが、乃木は「皇天親無く惟徳を是輔く」と告げ、花を手向けるのはまだ先にすると答える。そのころ上原邸は突然の火災により全焼するが、野崎は上原に対し上原邸から美術品が引き上げられ、昨夜の自邸の火災はベキたちが焼身自殺を図ったことにされているので、口裏を合わせるよう要請していた。
任務を終え乃木は神田明神に帰還すると、柚木とジャミーンに迎えられ抱き合うが、Fから別班の緊急招集の合図が出ていると教えられる。

## キャスト

### 主要人物
乃木憂助（のぎ ゆうすけ） / 丹後隼人（たんご はやと）〈42〉
演 - 堺雅人（幼少期：岩本樹起、小学生時：味元耀大、18歳時：櫻井海音）
丸菱商事エネルギー開発事業部2課長。バルカ共和国の太陽エネルギープラント事業担当。
1981年1月25日、バルカ共和国ノバク村生まれ。東京都千代田区外神田在住。近所にある神田明神への参拝を日課としている。10グラムの誤差で、1キロまで秤を使わず重さを量れることを唯一の特技とする。
気弱な性格であり、瓜二つで強気な性格の別人格・F（後述）と時折会話するが、周囲には独り言と思われている。
正体は別班の工作員。工作員として海外を飛び回るため、商社の仕事に拘束されないよう、職場では出世レースから脱落したうだつの上がらない社員のフリをしている。
幼少期にバルカの内乱で両親と生き別れ、人身売買組織の人間に牢に投げられた際、壁に頭を打ちつけ記憶喪失となる。浮浪児となっていたところを戦場ジャーナリストに日本へ連れ帰られ、京都府舞鶴市の児童養護施設で丹後隼人と命名され育つ。過酷な経験から心を閉ざし、孤独を感じていたところにFが現れ、強くなるためにアメリカのミリタリースクールに入学することを提案される。猛勉強の末、奨学金制度を受けトップの成績でミリタリースクールに合格し、全科目を首席で卒業する。
日本に一時帰国していた18歳の時、偶然テレビ番組で目撃した見覚えのある家紋から乃木本家を訪ね、DNA検査により身元が判明したことで乃木憂助に名を戻す。
コロンビア大学経済学科在学中の2001年、9.11同時多発テロが発生し、親友サムが愛する家族を守るため軍に入隊すると、その感情を理解するために日本を家族と思い戦うことを決意し、陸上自衛隊に入隊する。極めて優秀な成績から心理戦防護課程の受験を勧められ合格し、別班に配属される。その後は東京大学大学院へ入学し、裏で上官と2人きりの特別訓練を受け、別班として多くの技術を教え込まれる。
野崎守（のざき まもる）
演 - 阿部寛
警視庁公安部外事第4課課長。警視。1年前から、在バルカ共和国日本大使館に在外公館警備対策官として駐在している。
常に先読みして用意周到に事を進めるが、良い手段がなければ強行突破も辞さない。
手先が器用で自動車の修理や傷の縫合もこなす。料理も得意で、大使館でふるまった赤飯で乃木を感動させている。
非常に有能で勘が鋭く、乃木に「鶏群の一鶴」と評される。そのため、乃木の正体にいち早く辿り着き、乃木の「眼光紙背に徹す」という言葉から、彼が別班の任務でテントに潜入していることを見抜いて協力する。バルカ警察が迫る中、薫にジャミーンの処置を認めたり、乃木に薫の捜索を許可するなど、情に厚い。
初めはテロの実行犯と疑われてバルカ政府に追われていたが、容疑が晴れるとすぐに協力関係を結ぶなど、コミュニケーション能力も高い。
過去に行き過ぎた捜査を管理できず、部下の劉铭轩（）を亡くしており、似た面影を持つ乃木を何かと気にかけている。
ハリー・ポッターのファンで、乃木から与えられていた「スネイプ社」のヒントをもとに、テントへの潜入捜査のため別班を裏切ったふりをしたことを伝えられる。
柚木薫（ゆずき かおる）
演 - 二階堂ふみ
WHI（世界医療機構）の医師。バルカ共和国で3年前から医療に従事している。ジャミーンの主治医。
芯の強い性格で、家族同然に愛するジャミーンのためなら咄嗟に嘘をついて野崎を説得するなど、頭の回転も速い。
来日したジャミーンの手術費用を集めるため、乃木の助言を受けてクラウドファンディングを始めるも、高額な目標額には中々到達せず気弱になりかけていたところ、乃木が秘密裏に1,470万円を寄付していたことを知る。
当初は、ジャミーンを助けたい一心で生きているため、誰かを好きになる余裕はないと乃木に話していたが、大事な時にいつも傍にいてくれた彼に好意を抱くようになる。
乃木がノコルの捕縛作戦でバルカに渡航する前、預金・不動産登記・自宅のカギなどすべての財産を託されており、乃木が出国した後はジャミーンと共に乃木の家に住み、彼の帰宅を待つことを決める。
黒須駿（くろす しゅん）
演 - 松坂桃李（第4話 - 最終話）
別班の工作員。乃木の後輩。表向きはJKT資源開発に勤務する、世界で10本の指に入る地下資源の探索、掘削の研究開発を行う資源開発プラントの優秀なエンジニア。
別班の資金調達を担当しており、日本を中心とした企業の機密情報を持ち歩く。
先輩である乃木に対しては強い信頼を寄せており、ノコル捕縛作戦で彼が自身を含めた別班メンバーを狙撃した時も「テントに潜入するための作戦」と考えていたが、テントに拘束された際に「父親に会いたい一心から独断で取った行動」だと告げられたことで、「家族のために仲間や祖国を裏切った」として乃木とベキに対する報復をほのめかす。
乃木の近くで鍛えてきたため、乃木が別班メンバーの心臓の上を撃って気絶させようと狙撃した際、他のメンバーと異なり乃木の銃弾をかわす。その結果、弾を肩で受けることになり、気絶には至らなかった。
その後、日本のモニターである新庄からテント本部に送られた映像で、乃木に銃撃された別班メンバーが生存していることを知る。その映像についてベキから尋問された乃木の発言で、彼が自分たちを裏切っていなかったことを悟り、尋問から解放されゲルに戻った直後に「（潜入作戦のことを）俺にだけは話して欲しかった」と吐露する。
公安に逮捕されたはずのベキ、バトラカ、ピヨが新庄の手引きで逃亡したことが発覚すると、ベキの「復讐」を阻止するため帰国を決めた乃木に随行を申し出るが、乃木から家紋の入った守り刀を託され、バルカに留まり不測の事態に備えるよう説得される。
ノコル〈35〉
演 - 二宮和也（第1話・第5話 - 最終話）
ベキが最も信頼を置く、テントのナンバー2。資源開発会社ムルーデルの代表。
モンゴル語やロシア語だけでなく、流暢な日本語も話す。組織のメンバーに指示を出す最高幹部という立場ながら、自ら危険が伴う交渉の場にも赴く。
乃木がベキの息子とわかると、ベキに「血の繋がりはないが歴とした私の息子」と紹介され、彼より7歳年下のため次男とされる。
ベキの食料を盗もうとした幼い少年兵の弟で、その兄が栄養失調で亡くなり、乳児のころにベキに引き取られ養育された。
有能でベキの実子である乃木の出現で、テントナンバー2の地位が危うくなることを危惧し、乃木に嫉妬心を抱き冷遇する。しかし、乃木がテントのために力を尽くしベキの信頼を得ていく過程で、ベキと乃木との親子の絆を目の当たりにする。
ベキから、公安に逮捕されて日本に入国した後に復讐を果たすため動くが、果たす気はなく実子の憂助に殺されることを望んでいると告げられ、涙ながらにベキとの別れを受け入れる。
自身が逮捕されテントが解体した後のバルカをベキから託されており、そのためにベキから犯罪歴をつけないよう保護されていた。ベキの逮捕によりテントが解体したのちは、バルカ政府資源開発担当特別長官に就任する。
ベキの「復讐」を阻止した憂助を初めて「兄さん」と呼び、電話で感謝の念を伝える。
ノゴーン・ベキ / 乃木卓（のぎ すぐる）〈68〉
演 - 役所広司 （第1話・第5話 - 最終話）（40年前：林遣都〈第1話・第2話・第4話・第5話・第8話・第9話〉）
テロ組織・テントの創設者でリーダー。憂助の父親。元警視庁公安部外事第1課。1955年8月15日生。本籍地は島根県奥出雲町。
テントのマークである乃木家の家紋が入った日本刀と、幼少期の憂助と妻の明美が写った写真を所持している。
たたら製鉄の名家である乃木家に生まれるが、次男のため家を継ぐことはできず、勉学に勤しみ東京大学に合格。当時、田舎の名誉職だった警察官となった。それからしばらくして明美と出会い、出雲大社で挙式を挙げる。
1979年、武装勢力を調査する公安の任務で、農業使節団と偽って明美とともにバルカへ渡る。緑化事業で砂漠を作物が取れる土壌に改良し、その功績からノゴーン・ベキ（緑の魔術師）と呼ばれるようになるが、1984年の内乱に巻き込まれ亡くなったとされていた。
実際は、公安に見捨てられてバルカの武装勢力に捕まった際に憂助と生き別れ、その後の拷問で明美を亡くす。自身も銃撃で瀕死の重傷を負うが、バトラカに密かに助けられていた。
それから4年間、バルカで憂助の消息を探し回り、1987年にタヒラガタ市役所で日本人の孤児が亡くなったことを知ると自暴自棄となる。しかし、兄を失った乳幼児のノコルと出会うと、憂助を守ることができなかった無念から息子として育てる。また、武装勢力から村を守る用心棒を請け負い、孤児たちを養護するようになる。
裏切りを決して許さず、活動資金を着服したメンバーを日本刀で粛清する非情さも持つ。
ムルーデルがフローライト採掘の主導権を得るため公安の野崎の協力を得る代わりに、自身の身柄を公安に引き渡し、今後テントとして犯罪を行わないことを憂助に提案される。それを受け入れてテントを解体し、政府とのフローライト採掘の主導権争いに勝利した後、公安により幹部のバトラカ、ピヨと共に逮捕され、日本に移送される。
しかし、実際はテントとして日本に復讐することではなく、バルカ内乱時に救出を要請したヘリコプターを退避させた当時の公安部外事1課長、上原官房副長官への復讐を果たすことが目的であり、テントのモニターであった公安の新庄の手引きで留置場から逃亡し、上原の自宅をバトラカ、ピヨとともに襲撃する。最後は上原を手にかけようとしたところを駆けつけた憂助に狙撃され、憂助が息子だったことを誇りに思うと言い残す。

### 丸菱商事
山本巧（やまもと たくみ）〈42〉
演 - 迫田孝也
エネルギー事業部1課長。乃木の同期。元情報システム部。正体はテントのモニター。
常々日本に対して不満を持っており、テントとダークウェブで接触を図り、2019年3月にネパール経由でバルカへ密航してテントの訓練を受けていた。
2年前、テントから太田が凄腕ハッカー・ブルーウォーカーであるとの情報提供を受け、彼女を脅して丸菱商事に入社させ、ハッキングによる諜報活動や誤送金事件に従事させていた。
のちに乃木と黒須に捕まり、自白剤を打たれ自身がテントのモニターであることと、自身の知る情報を洗いざらい自白する。日本人でありながら日本を裏切り、多くの国民の命を危険に晒した罪で、潮騒橋にて乃木と黒須により首吊り自殺に偽装され排除される。
水上了（みずがみ りょう）〈28〉
演 - 古屋呂敏
エネルギー開発事業部2課。乃木の部下。
乃木とともに、自身のパソコンでGFL社への送金準備を進める。
宇佐美哲也（うさみ てつや）〈50〉
演 - 市川猿弥
エネルギー事業部長。乃木の直属の上司。
7年前、顧客開拓の責任者としてバルカに1年ほど赴任していた。
GFL社への誤送金を乃木による横領と疑うが、潔白が証明されると乃木の行動に何も言えなくなる。
太田梨歩（おおた りほ）〈24〉
演 - 飯沼愛
財務部。千葉県柏市在住。
乃木からの依頼で、バルカ国際銀行へ1億ドルの送金を処理する。
正体は世界で暗躍する天才的な凄腕ハッカー・ブルーウォーカー（blue@walker）。自身を利用し、凌辱した山本を恨んでいたことから、保釈後、彼を排除した乃木たちを信頼し別班に協力する。親子ほど歳が離れている長野と不倫関係にあったが、ほどなく丸菱商事を退社する。
別班からの1億円で保釈されると黒須から国防の任務を受け、テントの通信データの解析や、日本国内のテントのモニター捜索に協力する。
当作品の演出担当・宮崎陽平によるとハンドルネーム「ブルーウォーカー」の由来は、制作当時は読売ジャイアンツに所属していたアダム・ウォーカー選手である。
原智彦（はら ともひこ）〈50〉
演 - 橋本さとし
経理部長。
誤送金の犯人と疑われるが、サーバーのプログラムが改ざんされた日は福岡に出張しており、物理的に犯行は無理と判断される。
河合幸二（かわい こうじ）
演 - 渡辺邦斗
業務監査部。
社内の出世レースに出遅れた乃木がアリと共謀して1億ドルを奪ったと考えており、日本に帰国したばかりの乃木を出迎えて丸菱に連れていき、追求する。
しかし、誤送金の犯人が乃木ではないと判明すると、大勢の社員の前で乃木を疑ったことをFに暴露され、謝罪させられる。
長野利彦（ながの としひこ）〈60〉
演 - 小日向文世
専務。決算までにGFL社への誤送金を回収するよう、乃木たちに厳命する。
ブルーウォーカー（太田）に頻繁にメールを送信していたfox.777（フォックススリーセブン）の正体。太田とは不倫関係で、彼女が山本に拉致され連絡がつかなくなった時にはかなり心配しており、何通もメールを送っていた。
その後、公安による取り調べを受ける。過去に、防衛大学校卒業から一橋大学大学院入学までの2年間、防衛大の厳しい訓練から気持ちを紛らわせるため、薬物に手を出していた。それを断ち切るため、大分県にある豊前中津園という更生施設に入所し、大学院入学後も施設に頻繁に通っていたと供述する。

### 警視庁
新庄浩太郎（しんじょう こうたろう）〈35〉
演 - 竜星涼
公安部外事第4課の捜査官。野崎の部下。警部。テントの捜査に従事している。並外れた能力を持つ乃木を別班ではないかと疑う。
しかし、太田によるテントの通信データの解析により、日本国内のテントのモニターであることが判明する。公安に投降したフリをしたベキ、バトラカ、ピヨを公安の拘留地から逃亡させると、住居と乗用車を彼らに準備し、自身は海外に逃亡するとベキに告げる。
佐野雄太郎（さの ゆうたろう）
演 - 坂東彌十郎（第3話・第4話・第6話・第7話）
公安部長。野崎からの報告で乃木が別班と知るが、国防に関わり国益に影響するため、公安メンバーにはそのことを隠す。
乃木の父・卓が元公安の捜査官との認識があり、機動隊を退職したと経歴を書き換え、バルカに公安の極秘任務で渡航したと推測する。
鈴木祥（すずき しょう）
演 - 内野謙太（第3話 - 第7話・最終話）
公安部外事第4課の捜査官。テントの捜査に従事する。
野崎に頼まれて乃木の経歴を調べていたが、経歴に記載された留学先の公立高校に在籍していなかった報告を見落とす。
東条翔太（とうじょう しょうた）
演 - 濱田岳（第3話・第4話・第6話・第7話）
生活安全部サイバー犯罪対策課の捜査官。ホワイトハッカー。特撮作品「ウルトラシリーズ」のファン。
警視庁にヘッドハンティングされる前、システムエンジニアとして丸菱商事のデータシステムを構築していた。
所属部署に知られないよう、公安とは別の場所から捜査に協力する。

### 在バルカ日本大使館
西岡英子（にしおか えいこ）
演 - 檀れい（第2話・第3話・最終話）
駐バルカ共和国特命全権大使。
テロの実行犯と疑われた乃木たちを全力で保護する姿勢を見せるが、裏ではバルカ政府と内通しており、バルカ警察に引き渡そうとする。
外務省で仕事が高く評価されていたが、バルカのフローライトの採掘権に関して中国に遅れを取っていたため、フローライト採掘事業の主導権を握るためバルカ政府に協力するよう、バルカの外務大臣・ワニズと国土交通大臣・エインから圧力をかけられる。
国益を鑑み、ワニズに多額の裏金を渡していたが、ワニズに脅迫され仕方なく金を渡したと判断されるよう、野崎からバルカ警察のチンギスに根回しを行ったことを伝えられる。乃木と野崎から、ムルーデルから採掘権の15パーセントの利益を譲渡すること、フローライトの日本への優先的な輸出を約束することを条件に説得されると、ワニズに反旗を翻してムルーデルと協力することを決める。

### 乃木の関係者
F（エフ）
演 - 堺雅人（少年期：味元耀大）
乃木に語りかける別人格。乃木とは瓜二つだが気が強い。その姿や声は乃木にしかわからない。
普段は乃木の傍らで話しかけることが多いが、意識に直接語りかけたり身体を乗っ取ることもある。その際、乃木に頭痛をもたらす。
乃木が児童養護施設でいじめられ、孤立していた頃に現れる。以降は話し相手となり、強引かつ身勝手ながらも乃木に進むべき道を示す。ただし、乃木が幼少期にバルカにいたことを知らないため、ノゴーン・ベキに会いたがる心情が理解できない。
乃木明美（のぎ あけみ）〈享年27〉
演 - 高梨臨（第1話・第2話・第4話・第5話・第8話 - 最終話）
憂助の母親。子ども好きで、笑顔の絶えない優しい女性。家族で農業使節団として渡ったバルカに開拓したノバク村で、現地の子どもたちを教育していた。
1984年にバルカの内乱に巻き込まれ、卓が公安に要請したヘリコプターで脱出を図る。しかし、当時の卓の上司だった上原の命令でヘリが引き返したため搭乗できず、武装勢力に拘束されて憂助と生き別れとなる。スパイの嫌疑をかけられ、武装勢力から1か月にわたり拷問を受けるが秘密を守り切り、卓と憂助と3人で過ごす時間を奪った存在への復讐を卓に託して息を引き取る。
乃木寛道（のぎ ひろみち）
演 - 井上順（第5話）
憂助の伯父。卓の兄。たたら製鉄で栄えた島根の御三家のうちの一つ、乃木家の末裔で15代当主。
丹後隼人として成長した憂助が、残っていた家紋の記憶を頼りに乃木家に来訪すると、DNA鑑定を行う。甥であることが判明したのちは、守り刀の短刀を渡すと同時に、それまでの仮の身上から本籍に戻すことを勧める。
サム
演 - Martin Starr（マーティン・スター） （第1話）
CIAオフィサー。乃木のミリタリースクール時代からの親友。アニメ『ルパン三世』のファン。
謎の組織・テントを捜索している。2001年9月11日に同時多発テロが発生すると、家族を守るため軍に入隊したことが、乃木が自衛隊へ入隊する契機となる。

### バルカ共和国
ドラム
演 - 富栄ドラム（第1話 - 第8話・最終話）
警視庁公安部のエージェント。野崎の要望に応え、あらゆるサポートを行う協力者。
言葉は理解できるものの発することができないため、翻訳アプリの女性の声で野崎らと意思疎通をする。
野崎らとともにバルカを脱出し、ジャミーンの護衛として来日する。ジャミーンの入院中は彼女の病室に住んでいたが、ジャミーンが退院すると野崎から家に来るよう誘われる。
当作品で富栄は、バルカ警察エキストラ出演のためオーディションに参加していたが、その笑顔と身体能力を目にした福澤克雄の一声で「ドラム」役に抜擢された。役作りにあたり『ちいかわ』『Mr.ビーン』を参考とした。
チンギス
演 - Barslkhagva Batbold（バルサラハガバ・バトボルド）（第1話 - 第3話・第5話・第7話・最終話）
バルカ警察で最も優秀な警察官。テントが運営していた孤児院出身。長髪。
当初は爆破事件の容疑者として乃木たちを執拗に追跡したが、嫌疑が晴れると野崎から日本警察との共同捜査を持ち掛けられる。一度は笑って撥ね付けようとするが、野崎の実力を認めて協力関係を結び、あらゆる人脈を駆使して捜査にあたる。
野崎からの依頼で、フローライトの採掘権をムルーデルと日本政府が開発を主導できるよう、工作を依頼される。そこで、テントと銀行の担当者が同日に交通事故で亡くなったため、ムルーデルとテントの関係性については証明できないと検事総長に報告する。また、西岡がワニズに脅迫され金を渡した映像を見た法務大臣には、ワニズに採掘権が渡ればテントの運営する孤児院が潰れ、子供たちの行き場がなくなると訴えワニズを逮捕する命令を引き出す。この行動は、図らずもテントへの恩返しとなる。
ジャミーン
演 - Nandin-Erdene Khongorzul（ナンディン・エルデネ・ホンゴルズラ）（第1話 - 第8話・最終話）
ノバク村の少女。人の善悪を直感的に見抜くことができる。
砂漠で倒れていた乃木を発見し、自宅に連れ帰り柚木に治療を依頼するなど、乃木の窮地を救う。
自宅でパンを焼こうとするも上手く膨らまず落ち込むが、計りの故障を見抜き正しい分量を示してくれた乃木に懐く。
2年前、自身の目前で母親が事故で亡くなり、そのショックにより話すことができなくなっている。ザイールの自爆テロによる爆発に巻き込まれて負傷し、父・アディエルを亡くす。
ファロー四徴症を患っており、設備の整った日本で柚木の執刀のもと手術を行う。一時は危険な状態に陥るが、柚木と乃木の呼びかけに応えるように意識を取り戻し、無事退院する。
乃木がノコル捕縛作戦によるバルカ渡航前、見舞いに訪れた乃木が見ていたベキの写真を見て「優しい人」とスマホの筆談で教える。この言葉は、テントが単なるテロ組織ではなく、その本質を見抜く必要があると、乃木に潜入捜査の必要性を喚起させるきっかけとなる。
当作品のプロデューサー・飯田和孝によると、役名「ジャミーン」の由来は福澤のニックネーム「ジャイさん」からである。
アディエル=クラシー
演 - Tsaschikher Khatanzorig（ツァスチヘル・ハタンゾリグ）（第1話）
ジャミーンの父親。仏教徒。
砂漠で倒れていた乃木をジャミーンと共に発見し、自宅に連れ帰る。乃木と別れた後、ザイールの自爆テロによる爆発からジャミーンを庇って重傷を負い、薫の治療を受けるが息を引き取る。
1987年、住んでいた村を武装勢力から守る用心棒の仕事をしていたベキたちの車に紛れ込み、彼らの食料に手を出していたところをベキに拾われる。そこから、成人するまでノコルと兄弟のように育てられる。結婚したためテントには参加しなかったが、メンバーとの交流は続いていた。
結婚祝いとしてベキから与えられ、妻やジャミーンと生活していたノバク村の住居は、元は乃木の生家である。
アリ・カーン
演 - 山中崇（第1話・第5話・第6話）
GFL社社長。その正体はテントの上位幹部で日本担当。
乃木と黒須に家族を人質に脅迫され、テントの創設者がノゴーン・ベキであることを白状する。組織のための犯行だったことから別班による排除は免れ、乃木の助けで家族とともにベネズエラに逃亡する。その際、罪を見逃した乃木に感謝の意思を示すため、テントの通信暗号キーを渡す。
その後、乃木がベネズエラへの逃亡をテントに明かすが、家族3人が犠牲となっても口を割らなかったことから、ベキに粛清を見送られる。
アル=ザイール
演 - Erkhembayar Ganbold（エルハムバヤル・ガンボルド）（第1話）
テントの幹部。イスラム教徒。セドルのアマン建設に潜伏する。
警察を引き連れて現れた乃木からの返金要求を拒み、乃木に対して「お前がVIVANTか？」と問いかける。その直後、自爆テロを起こして周囲を巻き込み爆死する。
イリア・サイハン
演 - 真凛（第1話・第2話）
バルカの看護師。柚木の同僚。
柚木がジャミーンを治療するための治療薬を調達し、アド砂漠を超えるために柚木と別れることになったジャミーンの身柄を預かる。
ワニズ
演 - 河内大和（第2話・第3話・最終話）
バルカ共和国の外務大臣。次期大統領候補。乃木たちの身柄引き渡しを要求する。
日本語が堪能で、ムルーデル（テント）とベレール興産が抑えるフローライトの採掘権のうち、10パーセントをバルカ政府に、技術提携を結んだオリベ化学に15パーセントの比率で分配する契約を持ち掛ける。ノコルがその条件を飲み、採掘権の分配契約を締結すると、内通していた30パーセントの採掘権を持つゴビを取り込み、政府・ベレール興産・オリベ化学の合計55パーセントの採掘権で政府主導でフローライトの開発を行うとノコルを出し抜く。しかし、ゴビの裏切りを織り込み済みであったノコルが、西岡の判断に委ねるオリベ化学を裏で取り込んでいたことから、ムルーデルの45パーセントの採掘権とオリベ化学の15パーセントの合計60パーセントの採掘権を主張され、採掘権を握ることに失敗する。
すると、ムルーデルとテントの関係を持ち出し、テロ組織が関与する開発が世界が認めるわけがない、武力行使しても奪い取ると本性を現す。しかし、突如現れたベキに、国民に富が平等に渡るようバルカが新たな一歩を踏み出すと宣言される。検事総長と法務大臣に働きかけ力添えを得たチンギスにより、野崎が盗撮した西岡から裏金を受け取っていた映像を証拠として、収賄教唆および強迫の容疑で逮捕される。
ゴビ
演 - 馬場徹 （第9話・最終話）
ノコルの親友。ベレール興産の代表。フローライト採掘の共同出資者。
極秘にしていたフローライトの鉱脈が政府に知られてしまった事について、乃木を疑う態度を見せる。しかし、秘書のジャンを通してバルカ政府にフローライトの情報を流していた事が、太田の解析により判明する。
ワニズによるフローライトの採掘権の分配契約が締結されるとノコルを裏切るが、ワニズと結託した共犯としてチンギスに逮捕される。

### 別班
櫻井里美（さくらい さとみ）
演 - キムラ緑子（第5話 - 第7話・最終話）
司令。乃木や黒須の上司。布多天神社に毎朝参拝する。
乃木の経歴を知った上で、彼をテントへ近づくために必要な人材と評価しており、ノコル捕縛作戦のリーダーに任命する。
乃木が突如として別班を裏切り仲間を銃撃すると、司令室の面々に「この件は他言無用」と告げる。しかし、バルカ渡航前にテントへ潜入捜査を行うことを乃木から事前に明かされており、別班内では2人だけでその秘密を共有していた。ベキの逃亡を知り日本へ帰国した乃木に、抹消されていた乃木卓についての資料を渡す。
高田明敏（たかだ あきとし）
演 - 市川笑三郎（第6話・第7話・第9話・最終話）
精鋭部隊の工作員。表向きは経済産業省資源エネルギー庁に勤務する官僚。
ノコル捕縛作戦時に乃木に狙撃され、和田、廣瀬、熊谷とともに日本へ棺が搬送されたが、日本の病院で治療を受けていたことが判明する。乃木がテントに潜入捜査を行うため、仲間を裏切った芝居をするために致命傷とならないよう、心臓の動脈を外して狙撃されていたためである。
和田貢（わだ みつぐ）
演 - 平山祐介（第6話・第7話・第9話・最終話）
精鋭部隊の工作員。表向きはアイチ自動車ロシア支社勤務で、現地企業と電気自動車の共同開発に従事する営業職。
廣瀬瑞稀（ひろせ みずき）
演 - 珠城りょう（第6話・第7話・第9話・最終話）
精鋭部隊の工作員。表向きはEU各国に医療系システム機器を販売するレイシルに勤務するシステムエンジニア。
熊谷一輝（くまがい かずてる）
演 - 西山潤（第6話・第7話・第9話・最終話）
精鋭部隊の工作員。表向きは万俵製作所で航空機器メーカーに電子機器部品を供給するエンジニア。

### テント
バトラカ〈56〉
演 - 林泰文（第5話 - 最終話）（17歳時：今井柊斗）
テントの幹部。ベキの側近で、サングラス姿。民間軍事会社「PMSC Y2K」の代表。
1984年、17歳で武装勢力の雑用係をしており、銃で撃たれたが致命傷を免れていた卓（ベキ）を密かに助け治療を施した。ベキが自暴自棄になると身柄を引き受け、ノコルが保護されると妻とともに面倒を見る。
住んでいた村を武装勢力に襲撃された際、入手していたライフルで返り討ちにしてくれたベキに従い、用心棒の仕事に加わるようになる。ピヨとともにベキから軍事作戦の立案などを教わり、ピヨが18歳になると軍事会社を設立する。これが、テントの原型となる。
ベキから「息子の憂助は日本にいるかもしれない」という言葉を受け、憂助の所在を日本に何度も問い合わせていたが、ベキと生き別れた後に記憶喪失になった憂助が戦場ジャーナリストの飯田とともに日本に帰国して自身の名前を「乃木憂助」から「丹後隼人」と変えていたため、所在を掴めなかった。しかし、ベキの刀の鞘に刻まれていた乃木家の家紋をテントのシンボルにすることを提案したことで、結果的に乃木親子（憂助とベキ）が再会するきっかけを作る。
ピヨ〈48〉
演 - 吉原光夫（第5話 - 最終話）
テントの幹部。ノコルの側近で、狙撃の名手。バトラカと同郷。
1987年、ベキが武装勢力からの用心棒の仕事を引き受けるようになった時から、12歳でベキと行動をともにする。そのころから狙撃の腕前に長けており、18歳で軍事の統率者となる。
シチ
演 - 井上肇（第5話 - 最終話）
テントのメンバー。
ベキが公安に身柄を投降する前にテントの解体を宣言され、それを受け入れる。
マタ
演 - 内村遥（第5話 - 最終話）
テントのメンバー。
ベキが公安に投降をする前にテントの解体を宣言され、それを受け入れる。

### その他
三井鈴（みつい すず）
演 - 水谷果穂（第5話・第6話）
日本医療センターの看護師。

### ゲスト

#### 第1話
立石真央（たていし まお）
演 - 八代真央（第2話・第3話・第5話・第6話）
丸菱商事エネルギー開発事業部2課。乃木の部下。
バータル
演 - 高田賢一
セドルのバルカ警察の警察官。
乃木に買収され拳銃を密売する。乃木とともにアマン建設に踏み込むが、ザイールの自爆テロに巻き込まれる。
ボロルマー、ムフンバト
演 - 中山孟（第2話・第3話・第5話・第7話・最終話）、原布助（第2話・第3話・第5話・第7話・第9話・最終話）
バルカ警察の警察官。
乃木らを警察車両で輸送するが、ドラムと野崎に倒される。
ウラマー
演 - Vinay Murthy（ヴィナイ・ムルティ）
バルカ共和国のブートルの民。イスラム聖職者（ウラマー）。
チンギスの追手から逃れる乃木たちをモスクに匿う。
ダーギル
演 - 渡辺慎一郎（第2話）
在バルカ共和国日本大使館の警備員。

#### 第2話
ナジュム
演 - Bruce Taylor（ブルース・テイラー）（第1話・最終話）
在バルカ共和国日本大使館の通訳。
バルカ警察の内通者と疑われるが、バルカ警察のトンネル出口への移動を西岡へ知らせるメールを送信していたことで、潔白が証明される。野崎が大使館から脱出する直前、裏切った西岡を監視する隠しカメラを設置するように依頼され、それに応じている。

#### 第3話
通訳
声 - 山口由里子
駐バルカ日本大使・西岡の通訳。
橋本（はしもと）、柴田（しばた）　
演 - 須田邦裕、山本圭祐
丸菱商事のサーバールームの警備員。
山本とは顔見知り。

#### 第4話
太田洋子（おおた ようこ）
演 - 山田キヌヲ
梨歩の母親。
身柄確保のために自宅を訪れた野崎に、娘は友人から電話があり外出したと答える。
加藤（かとう）
演 - 砂田桃子
丸菱商事の女性社員。
太田がメールを送信し、急に退職したと乃木に教える。
井上（いのうえ）
演 - 芳野友美
丸菱商事の女性社員。
太田の退職には、男性関係が噂されていたことが関係しているのではないかと乃木に教える。

#### 第5話
店主
演 - 小林勝也
茶舗の店主。
布多天神社で乃木からの緊急召集を受けた櫻井は、この茶舗で受け取った茶葉に添えられていたメッセージをもとに、未の刻（午後2時ごろ）に深大寺の茶屋で乃木と接触する。
ロバート・キース
演 - Charles Glover（チャールズ・グラバー）
FBIの捜査官。野崎の協力者。
野崎の依頼で乃木の経歴を調べる。
バヤル
演 - 谷田歩
バルカ陸軍の軍人。チンギスの親友。
バルカ警察の要請では動かない堅物だが、チンギス個人の依頼により、野崎が回収した小型カメラの映像解析に協力する。
ミンジ
演 - Sergei Vlasov（セルゲイ・ウラソフ）
テントの連絡員。
バルカ警察から逃亡中のアリにイギリスで工作を行うよう指示を出し、渡航までの逃走資金をモスクで渡す。その後、乃木と黒須に強襲され、同行していたカインやエルダとともに射殺される。
吉野（よしの）、星野（ほしの）
演 - 増田久美子、南条好輝
京都府舞鶴市立東舞鶴小学校の元教員。乃木の恩師。
乃木が丹後隼人として児童養護施設「丹後つばさ園」から通学していたと野崎に教える。
木村（きむら）
演 - 宮田圭子（若いころ：宇佐美蘭）
「丹後つばさ園」の職員。
乃木が幼少期バルカの内乱で両親と生き別れ記憶を失い、高校時代に伯父・寛道を探し当てたのを契機に出自が判明したと野崎に教える。
制服警官
演 - 榎田貴斗
島根県警の警察官。野崎を乃木家に案内する。
エージ、オユン、アリマ、ニーナ
演 - Maria A（マリア・A）、近藤佑子、後藤日咲、水谷瑚々
アリの母、妻、長女、次女。
ホテルに潜伏していたが連れ出され、アリにテントの情報を自白させるため、黒須により首にロープを巻かれて高所から突き落とされる。しかし、実際は胴体をワイヤーで吊り上げられており、殺害されていなかった。その後、乃木の助けでアリとともにベネズエラへ逃亡する。
店員
演 - 櫻井音乃
乃木たちがバルカでの指名手配が解けた祝いをあげた、中華料理店の店員。
ナレーター
声 - 南波雅俊（TBSテレビアナウンサー）
18歳の乃木が視聴した、たたら製鉄の特集番組のナレーター。

#### 第6話
ギリアム
演 - 海老原恒和（第5話）
テントのメンバー。
ブラジルのマテウス社に誤送金を仕掛け、盗み出した2億4,100万ドルを金塊に交換したが、パウロと結託して3年に渡り最高値で現金化した取引のデータをごまかし、差額を着服していた。メンバーからの追及に、病気の家族のために金を使ったと嘘をつくが、現金を隠し持っていたことが露呈するとベキに日本刀で斬殺される。
ノコルたちからは、これまで協力してきた仲間であることから、財産没収のうえ国外追放処分でよいのではないかとの意見があがったが、ベキが今回の粛清は後から役に立つと説得したことで粛清が実行された。
アルバン
演 - 高木勝也（第5話・第7話）
テントのメンバー。
会議で活動資金の収支報告を発表する。
エンゾ・パウロ
演 - Derrick Dover（デリック・ドーバー）
テントのメンバー。
クーダン中央銀行の行員として誤送金を仕掛け交換した金塊やダイヤを現金化する担当。しかし、ギリアムと結託し最高値で現金化した金塊の取引のデータをごまかし、差額を着服していたことが発覚したため粛清される。
ニュースキャスター
演 - 花江夏樹（第9話）
ダルバン共和国で爆弾テロが発生したニュース速報や、大鳥製薬の治験失敗隠蔽のニュースを読み上げる。
泉田（いずみた）
演 - 小須田康人
弁護士。
別班により保釈された太田の専任弁護に就けられる。

#### 第7話
奥西（おくにし）
演 - 管勇毅（第5話・第6話・最終話）
別班のメンバー。
バルカでテントとの接触を図る乃木たち精鋭部隊の移動経路などをアシストする。

#### 第8話
飯田（いいだ）
演 - 和田聰宏
戦場ジャーナリスト。
バルカで浮浪児となっていた乃木を発見し、日本に連れ帰る。
ヤスダ
演 - 音尾琢真
テントが運営する孤児院の施設長。
育ち盛りの中高生が多く、与えられた運営資金では食費が賄えず体重を減らす子供たちが増えたため、米を1人あたり1日150g増やしてほしいとベキに陳情する。しかし、実際は配給量を誤魔化して横領した米を倉庫に溜め込んでおり、上質な日本の米をロシアなどに横流ししようとしていたことを乃木に看破され、財産没収の上で国外追放の処分が下される。
上長
演 - 上杉祥三
乃木の陸上自衛官時代の上官。
心理戦防護課程（諜報特殊部隊の通称）の試験を受けることを乃木に勧める。
面接官
演 - 安藤彰則、大西武志
上記試験の面接官。
試験官
演 - 沖原一生
上記試験の試験官。
乃木に地図を見せ、グアム島の位置を答える問題を出す。
ブローカー
演 - Sanish
バルカの人身ブローカー。
幼い乃木を拉致し、牢屋の壁に投げ飛ばして記憶喪失にする。

#### 第9話
ウヌ
演 - 木下瑛太
テントが養護する孤児。
バルカ北部の地震で生じた地盤の裂け目に転落し、ノコルが発見したときにはもう息がなかった。彼の救出のため地表から200メートル地下に降り立ったノコルによって、純度99パーセントのフローライトの鉱脈が発見される。
西村（にしむら）
演 - モロ師岡
ハセガワ証券の黒須の担当者。
黒須のフリをした乃木からの依頼で、糖尿病の治験の失敗を隠蔽している大鳥製薬の株式を40億円分、信用取引で投機売買する。
エイン
演 - Batmend Baast（最終話）
バルカの国土交通大臣。
ノコルらを呼びつけ、フローライトの採掘を認めないと言い渡す。フローライトの採掘権を独占するためワニズと結託しており、共犯としてチンギスに逮捕される。
アジュン
演 - Amarbayasgalan Gantumur（最終話）
エインの部下。
乃木卓の父
演 - 山崎徹（カメオ出演、ノンクレジット）
出雲大社で卓と明美の神前結婚式に出席する。

#### 最終話
蘇我（そが）
演 - 小林隆
オリベ化学のエネルギー事業開発の担当者。
バルカ政府と採掘権の15パーセントを分配する条件で提携を結ぶ。締結後の判断は西岡にすべてを委ねており、ノコルの特別長官の解任に反対する。
ジャン
演 - 鎌田将司
ゴビの秘書。
個人的に政府と内通してテントを裏切っていると思われたが、太田の解析によりゴビに使われていただけと判明する。フローライト採掘権の問題で、政府側への寝返りに関して、ゴビと会話をしていた際にパソコンのウェブカメラを切り忘れていたことが、太田の解析によるゴビの裏切り発覚の端緒となる。
検事総長
演 - 岡幸二郎
バルカ共和国の検事総長。
ムルーデルとテントの関連性を立件する証拠は認められないとの見解をチンギスに告げるが、テントと銀行の担当者がいつ証言するかもしれず、裏帳簿が出てくる可能性も否めないと危惧する。しかし、チンギスからその両名（ギリアムとエンゾ・パウロ）は同日に交通事故ですでに他界していると、偽造情報を報告される。
キメル
演 - 大場泰正
バルカ共和国の法務大臣。
チンギスからバルカの複数の孤児院が何十年もテントにより運営されていたことを報告され、ワニズにフローライトの採掘権が渡れば孤児院が閉鎖され、子どもたちの行き場が失われると訴えられる。そして、野崎が盗撮した西岡から裏金を受け取るワニズの映像を確認したことで、ワニズの即時逮捕を命令する。
上原史郎（うえはら しろう）
演 - 橋爪功
内閣官房副長官。元公安部外事1課長。
1979年、独断で卓をバルカに送った張本人。抹消されていた音声情報から、バルカで内乱発生時に自身のキャリアを汚さないよう、卓の救出に向かったヘリコプターを「国際問題に発展させないため」という名目で退避させたことが判明する。
復讐のため公安に投降したふりをして日本に入国したベキ、バトラカ、ピヨに殺害されかけるが、乃木がベキたちを狙撃したことで阻止される。その後、自宅は美術品が引き上げられたうえで全焼するが、ベキたちが焼身自殺を図ったことにされているため、口裏を合わせるよう野崎から要請される。
その際、シビリアンコントロールを逸脱する別班の存在を批判するが、野崎からは別班がどこに潜んでいるか分からないため口を慎むよう釘を刺される。
上原の家族
演 - 泉晶子、吉田悟郎、平莉枝
ベキ、バトラカ、ピヨに拘束された上原の家族。
管制官、パイロット
声 - 田中秀幸、銀河万丈
1984年のバルカ内乱の折に、乃木一家救出に向かったヘリコプターのパイロットと、上原の命令を受け退避を指示していた管制官の無線音声。

## 世界観・用語
文化人類学者・モンゴル研究者の島村一平によると、バルカ共和国で話される言語にはモンゴル語が採用されており、乃木はビジネスの場や外国人としての立場を示す際は片言、プライベートでは流暢と使い分け、柚木は流暢で野崎は英語アクセントで話すという。地名や人名には中世モンゴル語やモンゴル語には無い独自なものが使用されている。
バルカ共和国の民族衣装には、モンゴルの伝統的な立て襟のあるデールの他、襟の無い中世モンゴルの復古調の「匈奴デール」が登場する。実在のモンゴル系カザフ系のムスリムはチャパンを着用するが、バルカのムスリムはアラブ系のムスリム衣装で、女性はヒジャブを着用している。
丸菱商事
日本の大手総合商社。所在地は東京都。丸菱銀行と同系列。
バルカ共和国の太陽エネルギープラント事業に携わる。
バルカ共和国
中央アジアに位置する、多くの宗教が混在する多民族国家。首都はクーダン。公用語はモンゴル語。日本にとって重要な資源供給国。モンゴルとは数年前まで紛争があり、現在国交がない。
東西南北の国境をモンゴル、カザフスタン、中国、ロシアと接している。1984年、中華系住民によるムスリムへの殺人事件が発生したことで、仏教徒のモンゴル系、ムスリムのカザフ系、共産主義の中華系、東方正教徒のロシア系の民族内乱にまで発展した。治安が悪化し、大勢の孤児を出したこの紛争は2004年まで続いた。
GFL社（Global Firm of Lifeline）
バルカ共和国のインフラ設備会社。社長はアリ。所在地はクーダン。
公安部 外事第4課
国際テロリストやスパイなどに関する捜査を専門とする、警視庁公安部の組織。
WHI（World Health Institution）
世界医療機構。国際的な医療組織。バルカ共和国ではセドルで医療活動を行う。
乃木家
たたら製鉄で栄えた島根の御三家の一角を担う一族。
別班（BEPPAN：べっぱん）
日本政府非公認の自衛隊の影の諜報部隊。時には非合法な手段を用い、日本国内のテロを未然に防ぐ。
別班員は世界中のあらゆる場所に潜伏しているが、直属の上司以外、その人数や潜伏先、組織系統は不明。
本作品のタイトルとなっている「ヴィヴァン（VIVANT）」は別班のモンゴル語での発音。
テント
素性が一切つかめない国際的な謎のテロ組織。乃木家の家紋と同じマークの組織の旗をテロ現場に掲げる。
思想信条にかかわらず外部からのテロや犯罪行為の依頼を請け負い、その収益でバルカに創設した孤児院で孤児たちを養育している。
テロの実行にあたっては事前に綿密なシミュレーションを行い、極力人的被害の少ないタイミングを狙っている。
キャンプで家族や仲間など大切な人たちが集まる場所の意味を込め、ベキにより命名された。また、自分たちの正体が判明することを恐れたテロを依頼してきた組織から、諜報組織の目がテントに向くよう要望されたため、声明文の代わりに組織の旗をテロ現場に掲げている。
PMSC Y2K（Private Military & Security Company Y2K）
テントがバルカで経営する民間軍事会社。代表はバトラカ。政府から災害や紛争の際に依頼を受け、養成する兵士の中から優秀な人材を見抜いてテントに引き入れ、活動にあたらせている。バルカ軍の7割がこの会社に頼っている。
MURUUDUL（ムルーデル）
ノコルが経営する資源開発会社。孤児院の運営も行う。クーダンのGFL社の向かいに所在する。ムルーデルはモンゴル語で「夢」の意味。

## スタッフ
- 原作 - 福澤克雄[11]
- 演出 - 福澤克雄、宮崎陽平、加藤亜季子[20]
- 脚本 - 八津弘幸、李正美、宮本勇人、山本奈奈[20]
- 音楽 - 千住明[20]
- 音楽協力　- 斎木達彦、兼松衆
- モンゴル語監修 - Baatar Densmaa、Dorj Dariimaa、Deigersaikhan Uuganbaatar
- 医療監修 - 竹内一郎、布施友里恵（ユーエムエス）
- 警察監修 - 石坂隆昌
- 公安監修 - 勝丸円覚
- 法文書監修 -  國松祟
- 金融監修 -　宿輪純一
- IT・金融監修 - 杉浦英和
- 自衛隊監修 - 松田じゅん
- 脚本協力 - 三好昭央、畠山隼一、白川政彦
- プロデューサー - 飯田和孝、大形美佑葵、橋爪佳織[20]
- 製作 - TBS

## 放送日程
| 各話                                                                         | 放送日  | エピソード | サブタイトル                            | 脚本                              | 演出                         | 視聴率 |
| ---------------------------------------------------------------------------- | ------- | ---------- | --------------------------------------- | --------------------------------- | ---------------------------- | ------ |
| 第1話                                                                        | 7月16日 | 誤送金編   | 日本から世界へ翔る大冒険が始まる！      | 八津弘幸 李正美                   | 福澤克雄 宮崎陽平 加藤亜季子 | 11.5%  |
| 第2話                                                                        | 7月23日 | 誤送金編   | 裏切りと別れ…明かされるヴィヴァンの意味 | 八津弘幸 宮本勇人                 | 福澤克雄 宮崎陽平 加藤亜季子 | 11.9%  |
| 第3話                                                                        | 7月30日 | 誤送金編   | 誤送金完結へ！絶体絶命の反撃開始        | 八津弘幸 山本奈奈                 | 福澤克雄 宮崎陽平 加藤亜季子 | 13.8%  |
| 第4話                                                                        | 8月06日 | 誤送金編   | 誤送金編完結！裏切り者は許さない！      | 八津弘幸 李正美                   | 福澤克雄 宮崎陽平 加藤亜季子 | 13.4%  |
| 第5話                                                                        | 8月13日 | 宿命編     | ヴィヴァンの真実…明かされる運命の絆     | 八津弘幸 宮本勇人                 | 福澤克雄 宮崎陽平 加藤亜季子 | 14.2%  |
| 第6話                                                                        | 8月20日 | 宿命編     | 愛する父は悪魔か ! ? F誕生の秘密…       | 八津弘幸 山本奈奈                 | 宮崎陽平 加藤亜季子          | 14.3%  |
| 第7話                                                                        | 8月27日 | 宿命編     | 宿命の兄弟の対峙 ! ! そして…            | 八津弘幸 李正美                   | 福澤克雄 宮崎陽平 加藤亜季子 | 14.1%  |
| 第8話                                                                        | 9月03日 | 宿命編     | 真実への序章…父と二人の息子の宿命       | 八津弘幸 宮本勇人                 | 福澤克雄 宮崎陽平 加藤亜季子 | 14.9%  |
| 第9話                                                                        | 9月10日 | 宿命編     | 激動の最終回前SP～真実への反撃開始！    | 八津弘幸 山本奈奈                 | 加藤亜季子 宮崎陽平          | 14.9%  |
| 最終話                                                                       | 9月17日 | 宿命編     | 40年の宿命が完結！選ぶのは父か日本か？  | 八津弘幸 李正美 宮本勇人 山本奈奈 | 福澤克雄 宮崎陽平 加藤亜季子 | 19.6%  |
| 平均視聴率 14.3%（視聴率はビデオリサーチ調べ、関東地区・世帯・リアルタイム） |         |            |                                         |                                   |                              |        |

- 初回は21時 - 22時48分の54分拡大放送[109]。
- 第2話・最終話は21時 - 22時19分の25分拡大放送。
- 第3話・第5話は21時 - 22時9分の15分拡大放送。
- 第9話は『日曜劇場 VIVANT 堺雅人&阿部寛&二宮豪華出演者が総出演! 緊急生放送 150分 SP』（19時 - 21時30分）の放送に伴い30分繰り下げ、および21時30分 - 22時49分の25分拡大放送[110]。

### 生放送番組
最終話の1話前にあたる第9話の放送に先駆け、主要キャストやチンギス役のバルサラハガバ・バタボルドが出演する特別番組『日曜劇場 VIVANT 堺雅人&阿部寛&二宮豪華出演者が総出演! 緊急生放送 150分 SP』（19時 - 21時30分）が放送された。
| 放送日  | サブタイトル                                                              | 視聴率 |
| ------- | ------------------------------------------------------------------------- | ------ |
| 9月10日 | 日曜劇場 VIVANT 堺雅人&阿部寛&二宮豪華出演者が総出演! 緊急生放送 150分 SP | 11.9%  |

### 再放送
- TBSテレビ（関東圏）[112]をはじめとするTBS・JNN系の一部地方局にて2023-24年度の年末年始に集中再放送された。
  - 特に毎日放送（関西圏　2024年1月1－3日）では、再放送の合間のオリジナルコーナーとして、「VIVANTものまね隊」のレイザーラモンRG、ラパルフェ・都留拓也、キンタロー。の3名が出演[113]して、劇中の名場面を再現しながら解説するコーナーが生放送された。

## コラボレーション
二階堂と濱田はこのモンゴルでのロケ中に、土曜日21時から生放送されている教養クイズ番組『日立 世界ふしぎ発見!』で、双方の番組の事実を伏せた状態、事実上の間接的なコラボレーションとして、同番組の「ミステリーハンター（レポーター）」として取材を行い、最終話前日の2023年9月16日放送で登場した。同番組がドラマとコラボするのは番組史上初の試みで、『VIVANT』側から「モンゴルに恩返しをしたい」との要望があり、4月に『ふしぎ発見』のスタッフに対してコラボを申し出て承諾を受けた。2023年6月から『ふしぎ発見』側のスタッフがモンゴル入りし、ドラマの収録の合間を縫って二階堂と合流し、レポートの収録も行われた。また同回では、堺・阿部が特別出演したコーナーも放送された。

## ネット配信
各話放送終了後にTVer（見逃し配信）、U-NEXTで順次配信された。
2023年12月15日よりU-NEXTで福澤克雄ら演出陣が作品について語るオーディオコメンタリー付きの『VIVANT別版〜副音声で福澤監督が語るVIVANTの世界〜』を順次配信した。
2023年12月17日からNetflixでの世界配信を開始した。

## 受賞
- 第26回日刊スポーツ・ドラマグランプリ 夏ドラマ[119]
  - 作品賞
  - 主演男優賞 - 堺雅人
- MIPCOM BUYERS' AWARD for Japanese Drama 2023[120]
  - グランプリ
- 第117回ザテレビジョンドラマアカデミー賞[121]
  - 最優秀作品賞
  - 主演男優賞 - 堺雅人
  - 助演男優賞	- 阿部寛
  - 脚本賞 - 八津弘幸・李正美・宮本勇人・山本奈奈
  - 監督賞 - 福澤克雄・宮崎陽平・加藤亜季子
  - ザテレビジョン賞 - 富栄ドラム
- Yahoo!検索大賞2023[122]
  - ドラマ部門1位
- 2023 第36回 小学館DIMEトレンド大賞[123]
  - エンタメ・カルチャー部門 金賞
- 第14回ロケーションジャパン大賞[124]
  - 準グランプリ
- TVerアワード2023[125]
  - 特別賞
- 第29回AMDアワード[126]
  - 大賞/総務大臣賞
- 2024年日本民間放送連盟賞[127]
  - テレビドラマ種目 優秀賞
- 東京ドラマアウォード2024[128]
  - 連続ドラマ部門 グランプリ

## 反響
モンゴルでは撮影中、計6,000億トゥグルク（約240億円）の経済効果を生み出した。

## 小説版
完全オリジナルの本格派ミステリー小説として蒔田陽平によりノベライズされた。

### 書誌情報
- 原作：福澤克雄、ノベライズ：蒔田陽平『日曜劇場 VIVANT』扶桑社〈扶桑社文庫〉
  - 上巻：2023年8月30日発売、ISBN 978-4-594-09567-3[131][130]
  - 下巻：2023年9月21日発売、ISBN 978-4-594-09569-7[132][130]